# 8-й км (Якутия)
8-й км (якут. Ахсыс километр) — село в Усть-Майском улусе Республики Саха (Якутия) России. Входит в состав городского поселения посёлок Эльдикан.

## География
Село находится на правом берегу реки Алдан, на расстоянии 56 км к северо-востоку от посёлка городского типа Усть-Мая, административного центра улуса.

## История
Основан в 1941 году.
Согласно Закону Республики Саха (Якутия) от 30 ноября 2004 года N 173-З N 353-III село вошло в образованное муниципальное образование Городское поселение посёлок Эльдикан.

## Население
| 2002 | 2010 | 2012 | 2013 | 2014 | 2015 |
| ---- | ---- | ---- | ---- | ---- | ---- |
| 19   | ↘0   | →0   | →0   | →0   | →0   |
| 2016 | 2017 | 2018 | 2019 | 2020 | 2021 |
| →0   | →0   | →0   | →0   | →0   | →0   |

## Инфраструктура
В селе в советское время действовал ремонтно-эксплуатационный участок речного пароходства, имелись учреждения здравоохранения и торговли.

## Транспорт
С Якутском село связано автозимником через посёлок городского типа Усть-Мая, летом — по реке Алдан.